# June Allyson
June Allyson, rodným jménem Eleanor Geisman (7. října 1917 Bronx – 8. července 2006) byla americká divadelní, filmová a televizní herečka.

## Kariéra
Svou kariéru započala v roce 1937 jako tanečnice v krátkých filmech a v roce 1938 na Broadwayi. V roce 1943 podepsala smlouvu s MGM a následující rok se proslavila ve filmu Dvě děvčátka a námořník. V polovině 40. let 20. století si zahrála v šesti filmech po boku herce Vana Johnsona.
V roce 1951 získala Zlatý glóbus za nejlepší ženský herecký výkon ve filmu Too Young to Kiss. V letech 1959 až 1961 moderovala a příležitostně hrála ve vlastním antologickém seriálu The DuPont Show with June Allyson, který se vysílal na stanici CBS.
V 70. letech se vrátila na divadelní prkna a hrála ve filmech 40 Carats a No, No, Nanette. V roce 1982 vydala vlastní biografii a pokračovala ve své kariéře televizní herečky. Příležitostně hrála i ve filmech. Později založila nadaci June Allyson Foundation for Public Awareness and Medical Research a snažila se získat peníze na výzkum urologických a gynekologických onemocnění postihujících seniory.
V 80. letech se stala také mluvčí spodního prádla Depend v úspěšné marketingové kampani, která se zasloužila o snížení společenského stigmatu inkontinence. Na obrazovce se naposledy objevila v roce 2001.

## Osobní život
Byla čtyřikrát vdaná a s prvním manželem Dickem Powellem měla dvě děti. Jejími dalšími partnery byli například David Rose, Peter Lawford, Alan Ladd a John F. Kennedy.
Byla přesvědčenou republikánkou a silnou podporovatelkou Richarda Nixona. Později také podporovala Barryho Goldwatera v prezidentských volbách v roce 1964.
Zemřela na selhání dýchacích cest a zánět průdušek v červenci 2006 ve věku 88 let.

## Filmografie (výběr)
- Dvě děvčátka a námořník (1944)
- Too Young to Kiss (1951)